# Тарасполь
Тараспо́ль (рос. Тарасполь, ерз. Тарасполь) — село у складі Лямбірського району Мордовії, Росія. Входить до складу Пензятського сільського поселення.

## Населення
Населення — 5 осіб (2010; 4 у 2002).
Національний склад (станом на 2002 рік):
- татари — 100 %